# Beta Chamaeleontis
Beta Chamaeleontis (40 Chamaeleontis) é uma estrela na direção da Chamaeleon. Possui uma ascensão reta de 12h 18m 20.94s e uma declinação de −79° 18′ 44.2″. Sua magnitude aparente é igual a 4.24. Considerando sua distância de 271 anos-luz em relação à Terra, sua magnitude absoluta é igual a −0.36. Pertence à classe espectral B5Vn. É uma estrela variável.